# Carlos Alfaro Moreno
Carlos Alejandro Alfaro Moreno (Buenos Aires, 18 ottobre 1964) è un dirigente sportivo ed ex calciatore argentino, di ruolo attaccante.

## Caratteristiche tecniche
Giocava come attaccante, ricoprendo il ruolo di centravanti.

## Carriera

### Club
Cresciuto nel settore giovanile del Platense, debuttò nella stagione 1983, scendendo in campo per 3 volte nel campionato Metropolitano. Fu incluso con maggiore continuità in prima squadra a partire dal Metropolitano 1984, nel corso del quale segnò 4 gol in 23 partite. Dopo essere diventato titolare fisso nella stagione 1985-1986, visse la sua migliore annata al Platense nel 1987-1988, in cui segnò 14 volte in 37 gare, guadagnandosi il trasferimento all'Independiente di Avellaneda.
Al primo campionato giocato con la nuova casacca, il 1988-1989, Alfaro Moreno vinse il torneo. Nel 1989 venne nominato calciatore argentino dell'anno per via dei suoi risultati sia a livello di club che a livello di incontri internazionali con la selezione argentina. Nel 1991 lasciò il Paese natìo per trasferirsi in Europa, alla società spagnola dell'Espanyol di Barcellona.
Debuttò con la nuova squadra nella Primera División spagnola 1991-1992; su 14 presenze, non segnò alcuna rete, e fu dunque ceduto al Palamós, formazione della Segunda División spagnola. Anche nella cadetteria iberica non brillò particolarmente, con 4 gol in 28 gare. Decise dunque a fare ritorno in patria, firmando nuovamente per l'Independiente, con cui giocò l'Apertura 1993 con 14 partite e 6 reti. Nel 1994 si risolse a cambiare nuovamente nazione, scegliendo di accasarsi al Barcelona di Guayaquil in Ecuador.
Nel Paese andino trovò un discreto successo, registrando buone medie-gol e vincendo per due volte il torneo nazionale, nel 1995 e nel 1997; proprio nel 1997 lasciò l'Ecuador per il Messico. Trasferitosi all'América di Città del Messico, capitale dello stato mesoamericano, partecipò alla Primera División de México 1997-1998. Nel 1998 fu protagonista di un fugace ritorno al Barcelona, con 19 gol in 30 gare. Nel 1999 ritrovò l'Argentina, con il Ferro Carril Oeste; con la compagine bianco-verde disputò la Primera División 1999-2000, con 15 presenze e 1 rete. Nel 2000 venne ceduto ancora al Barcelona, con cui chiuse la carriera nel 2002.

### Nazionale
La prima esperienza di Alfaro Moreno in una Nazionale argentina fu quella con la selezione olimpica che partecipò a Seul 1988. Scese in campo per la prima volta il 18 settembre 1988 contro gli Stati Uniti, segnando su calcio di rigore all'83º minuto il gol del pareggio, rispondendo allo statunitense Windischmann. Andò ancora a segno contro l'Unione Sovietica, nuovamente su rigore, mentre il 22 settembre fece gol al terzo minuto della gara con la Corea del Sud. Fu presente anche nel quarto di finale contro il Brasile, vinto dalla selezione verde-oro con un gol di Geovani al 76º.
Il 9 marzo 1989 debuttò con la Nazionale maggiore. Fu poi incluso nella lista dei convocati per la Copa América 1989, debuttandovi il 2 luglio a Goiânia contro il Cile, sostituendo Caniggia al 67º. Scese in campo anche il 4 luglio contro l'Ecuador, entrando al 74º e venendo espulso all'89º. Dopo aver scontato la squalifica contro l'Uruguay, tornò a essere impiegato, stavolta come titolare, nello 0-0 con la Bolivia. Giocò l'ultima gara contro il Paraguay, il 16 luglio a Rio de Janeiro.

## Palmarès

### Club
- Campionato argentino: 1

Independiente: 1988-1989
- Campionato ecuadoriano: 2

Barcelona: 1995, 1997

### Individuale
- Calciatore argentino dell'anno: 1

1989
- Equipo Ideal de América: 1

1989